# Générations volées

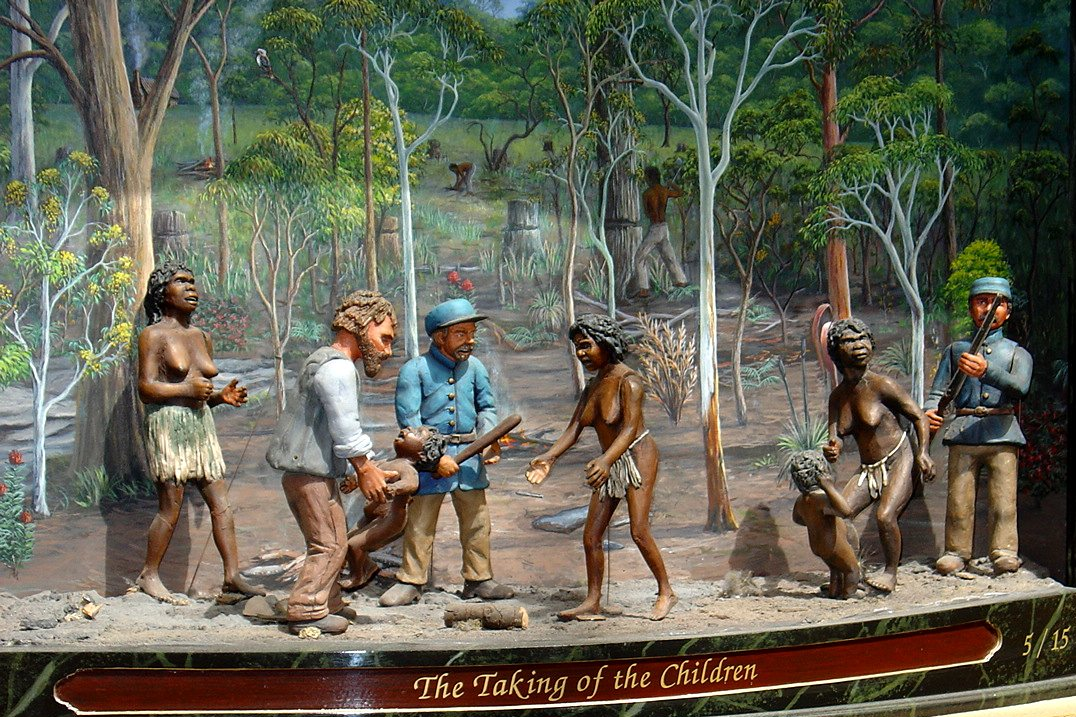
L'enlèvement des enfants installé en 2003 sur la grande horloge du Queen Victoria Building à Sydney, œuvre de Chris Cook.

L'expression « Générations volées » (en anglais : Stolen Generations) désigne les enfants d'Aborigènes australiens et d'Indigènes du détroit de Torrès enlevés de force à leurs parents par le gouvernement australien de 1910 jusqu'à 1970. Ces enfants étaient le plus souvent des métis de mère aborigène et de père blanc ou inversement. Ils furent placés dans des orphelinats, des internats, ou bien confiés à des missions chrétiennes ou à des familles d'accueil blanches.
Ces actes sont reconnus par la majorité de la classe politique australienne comme l'un des chapitres les plus sombres de l'histoire du pays, mais suscitent néanmoins débats et controverses encore aujourd'hui. Le fait de savoir s'il faut ou non des excuses officielles du gouvernement, et s'il y a eu ou non tentative de génocide à l'encontre des Aborigènes, sont particulièrement sujets à controverse. En 1997, un rapport intitulé Bringing them home (« Ramenez-les à la maison ») détaille l'histoire de ces pratiques, publie des témoignages, et suggère qu'environ 100 000 enfants appartiennent aux « générations volées ». Le 11 décembre 2007, le gouvernement fédéral dirigé par Kevin Rudd promet des excuses officielles au nom de l'État australien. Ces excuses sont présentées le 13 février 2008. Le 5 août 2021, le Premier ministre, Scott Morrison annonce que certains membres de la « génération volée » seront indemnisés.

## Historique
Au xixe siècle, les théories eugénistes et le darwinisme social affirment que le contact entre colons d'une « race supérieure » blanche et peuple colonisé d'une « race inférieure » amène inévitablement, par un processus de sélection naturelle, à la disparition de ces derniers. Or, le nombre croissant de métis en Australie est perçu comme une menace envers la « pureté » de la « race blanche », ainsi que comme une entrave au processus d'extinction « naturelle » des Aborigènes.
En conséquence, dès 1869, la loi autorise le gouvernement à saisir les enfants « métis » (half-castes), officiellement pour s'assurer de leur bien-être en les intégrant à la société blanche. Lorsque les politiques de saisie des enfants sont harmonisées au niveau fédéral dans les années 1930, leur but explicitement annoncé est d'accélérer la disparition des Aborigènes. Cecil Cook, au poste de « protecteur des Indigènes » dans le Territoire du Nord, déclare ainsi que l'assimilation biologique des métis dans la société blanche résoudrait le « problème aborigène » :
« Toutes les caractéristiques indigènes de l'Aborigène australien sont généralement éradiquées à la cinquième génération, et le sont invariablement à la sixième. Le problème de nos métis sera rapidement éliminé par la disparition complète de la race noire, et par la submersion rapide de sa progéniture au sein de la blanche. »
De même, A.O. Neville, qui a le poste de « protecteur en chef des Aborigènes » d'Australie-Occidentale, écrit dans un article pour The West Australian en 1930 : « Éliminons les Aborigènes pur-sang et permettons la mixture des métis parmi les Blancs, et peu à peu la race deviendra blanche ».
Le rapport Bringing Them Home de 1997 révèle que les enfants aborigènes placés dans des institutions ou familles d'adoption se virent souvent interdits de pratiquer leur langue, l'idée étant de les couper définitivement de leurs racines culturelles aborigènes. Les enfants devaient recevoir un minimum d'éducation suffisant pour faire d'eux des travailleurs manuels ou (dans le cas des filles) des domestiques. D'après ce même rapport, 17 % des filles et 8 % des garçons des « générations volées » furent victimes d'abus sexuels au sein des institutions d'accueil et des familles d'adoption.
Le rapport révèle en outre que les enfants « volés » ont en moyenne, par la suite, connu un taux d'éducation légèrement plus faible que les enfants aborigènes qui n'avaient pas été retirés à leurs parents, un taux de chômage légèrement plus élevé, et un taux d'incarcération pour crimes et délits trois fois plus élevé.

## Aujourd'hui
En 1997, le rapport Bringing Them Home fait éclater le scandale des « générations volées » au grand jour.
En 1998, une « journée nationale du pardon » (National Sorry Day) est organisée. Plus d'un million de personnes participent à des évènements publics dont le but est d'exprimer la tristesse et le remords du peuple australien, et de promouvoir un processus de réconciliation nationale.
En 1999, le Parlement adopte une motion exprimant son « profond et sincère regret au sujet des enfants aborigènes qui ont été enlevés à leurs parents ». Le Premier ministre John Howard affirme que ces enlèvements sont « le chapitre le plus sombre de l'histoire de ce pays ». Il refuse toutefois de demander officiellement pardon aux Aborigènes, au nom de l'État australien.
En 2002, le film Le Chemin de la liberté (Rabbit-Proof Fence) présente une adaptation de l'histoire vraie de trois fillettes aborigènes enlevées dans les années 1930. Le film, qui contribue à diffuser la réalité de ces évènements au grand public, est une adaptation du livre de Doris Pilkington Garimara, Follow the Rabbit-Proof Fence. Doris Pilkington Garimara est la fille de l'une des trois fillettes enlevées, et le livre est donc la biographie de l'enfance de sa mère.
En 2006 sort Kanyini, film documentaire de Melanie Hogan (en), et de Bob Randall (en) retraçant le parcours de ce dernier, enlevé à sa mère Yankunytjatjara (en) à l'âge de 8 ans.
En août 2007, Bruce Trevorrow devient le premier Aborigène des « générations volées » à se voir accorder une compensation financière de la part d'un tribunal. Treverrow avait été enlevé par les autorités en 1957, à l'âge de 13 mois, lorsque son père l'avait amené à l'hôpital pour qu'il soit soigné d'une gastro-entérite. En toute légalité, l'hôpital le retira à ses parents et le fit adopter par une famille blanche, affirmant qu'il était « orphelin ».
Le 11 décembre 2007, le gouvernement fédéral dirigé par Kevin Rudd promet de formuler des excuses officielles aux Aborigènes et aux indigènes du détroit de Torres
Le 13 février 2008, lors de la cérémonie d'ouverture de la séance parlementaire 2008 à Canberra, Kevin Rudd prononce le discours de repentance et pardon,.
Fin 2008, le film Australia de Baz Luhrmann avec Nicole Kidman et Hugh Jackman, reprend ce thème des « Générations volées » de façon plus romanesque, autour de la période de la première attaque de Darwin par les Japonais. Ce film à grand spectacle réalisé en Australie contribue sans doute à la contrition publique et à l'accompagnement du pardon initiés par la société australienne.
Lors de la journée du pardon (say sorry day), qui s'est déroulée en Australie en présence des autorités australiennes et d'une grande foule d'Aborigènes, un discours fut prononcé afin de se souvenir des vols d'enfants qui ont commencé deux siècles plus tôt et qui se sont prolongés durant plus d'un siècle et demi.
Le 5 août 2021, le Premier ministre, Scott Morrison annonce que certains membres de la « génération volée » seront indemnisés à hauteur de 75 000 dollars australiens (46 853 euros),.

## Films et livres
- Lousy Little Sixpence (1983), documentaire d'Alec Morgan : premier film à ce sujet.
- Follow the Rabbit-Proof Fence (1996), livre de Doris Pilkington Garimara (1937-2014), qui a inspiré le film Le chemin de la liberté (2002).
- Stolen (1998), pièce de théâtre de Jane Harrison.
- Jessica (1998), roman de Bryce Courtenay.
- Benang (1999), roman de Kim Scott.
- Le Chemin de la liberté (2002), film de Phillip Noyce.
- Kanyini (2006), documentaire de Melanie Hogan (en), et de Bob Randall (en) (1934-2015).
- Australia (2008), film de Baz Luhrmann.
- Plusieurs romans de Sally Morgan traitent du sujet.

#### Situations comparables
- Suisse : Enfants placés
- France : Enfants de la Creuse (Bumidom), Famille d'accueil
- Israël : Affaire des enfants yéménites
- Yéniches : Les Enfants de la grand-route (Pro Juventute)
- Amérindiens : Pensionnats pour Autochtones au Canada
- Empire ottoman : Devchirmé